# Гратс (Пенсилванија)
Гратс (енгл. Gratz) град је у америчкој савезној држави Пенсилванија.

## Демографија
По попису из 2010. године број становника је 765, што је 89 (13,2%) становника више него 2000. године.
| Група             | 2000.       | 2010.       |
| Белци             | 668 (98,8%) | 736 (96,2%) |
| Афроамериканци    | 0 (0,0%)    | 4 (0,5%)    |
| Азијати           | 0 (0,0%)    | 7 (0,9%)    |
| Хиспаноамериканци | 8 (1,2%)    | 11 (1,4%)   |
| Укупно            | 676         | 765         |